# Claisen-omlegging
De Claisen-omlegging is een klassieke omleggingsreactie in de organische chemie. De drijvende kracht achter de reactie is de vorming van een zeer sterke (bij de vorming komt veel energie vrij) dubbele binding tussen zuurstof en koolstof. Het verwarmen van een allylische enolether zorgt voor een [3,3]-sigmatrope omlegging, die uiteindelijk een γ,δ-onverzadigd carbonyl geeft: 
Deze reactie werd in 1912 ontdekt door Rainer Ludwig Claisen en was een van de eerste belangrijke organische reacties. Het eerste voorbeeld van een dergelijke reactie was de omlegging van allylfenylether tot o-allylfenol. De vorming van de koolstof-zuurstof dubbele binding lijkt hier niet aanwezig, maar het in eerste instantie gevormde 6-(2-propenyl)-cyclohexa-2,4-dienon aromatiseert via keto-enoltautomerie direct naar het overeenkomstig fenol:
Bepaalde reactiemechanismen vertonen gelijkaardige kenmerken.